# Andy Stanton

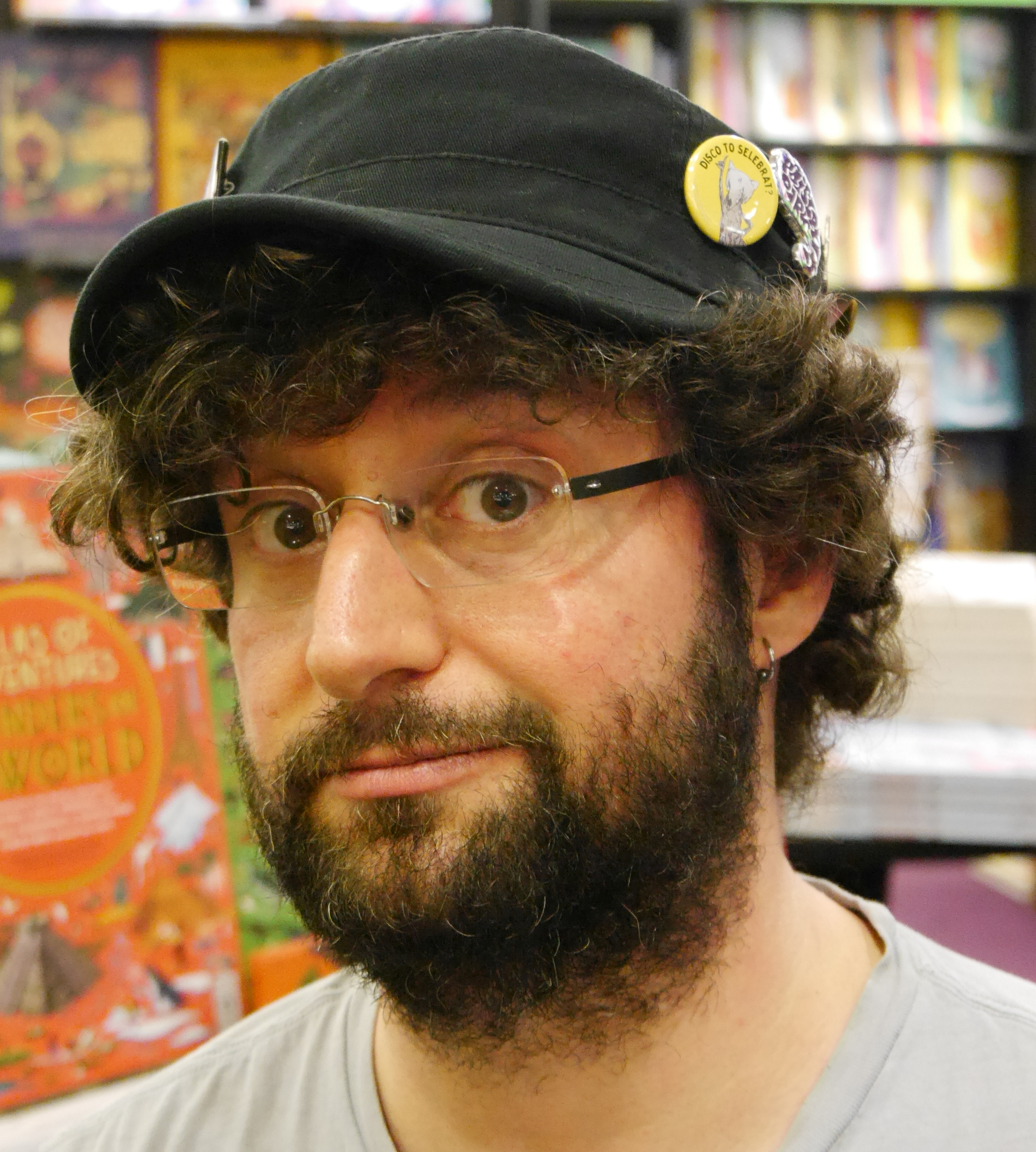
Andy Stanton im Jahr 2018

Andy Stanton (* 1973 in London) ist ein britischer Kinderbuchautor. Er lebt in London. Nach einem abgebrochenen Englischstudium in Oxford arbeitete er unter anderem als Stand-up-Comedian, Drehbuchschreiber und Cartoonzeichner.

## Werke

### Englische Originalausgaben
- „You're a Bad Man, Mr Gum!“, London 2006.
- „Mr Gum and the Biscuit Billionaire“, London 2007.
- „Mr Gum and the Goblins“, London 2007.
- „Mr Gum and the Power Crystals“, London 2008.
- „Mr Gum and the Dancing Bear“, London 2008.
- „What's for Dinner, Mr Gum?“, London 2009.
- „Mr Gum and the Cherry Tree“, London 2010.
- „Mr Gum and the Secret Hideout“, London 2010.
- „Mr Gum in 'The Hound of Lamonic Bibber'“, London 2012.

Die „Mr Gum“-Reihe erscheint in Großbritannien bei Egmont Books. Sie ist illustriert von David Tazzyman. Die englischen Hörbücher spricht Kate Winslet.

### Deutsche Übersetzungen
- „Sie sind ein schlechter Mensch, Mr Gum“. Mannheim 2010, ISBN 978-3-7941-6174-4.
- „Mr Gum und der Mürbekeksmilliardär“. Mannheim 2010, ISBN 978-3-7941-6175-1.
- „Der entsetzliche Mr Gum und die Kobolde“. Mannheim 2011, ISBN 978-3-7941-6182-9.
- „Mr Gum und die Kristalle des Unheils“. Mannheim 2011, ISBN 978-3-7941-6181-2.
- „Mr Gum und der fliegende Tanzbär“. Mannheim 2012, ISBN 978-3-411-80978-3.
- „Mr Gum und der fettige Ingo“. Mannheim 2012, ISBN 978-3-411-81157-1.
- „Mr Gum und der sprechende Kirschbaum“. Mannheim 2013, ISBN 978-3-7373-6700-4.
- „Mr Gum und das geheime Geheimversteck“. Mannheim 2014, ISBN 978-3-7373-5065-5.
- „Mr Gum und der schauerliche Hund von Bad Lamonisch“. Frankfurt am Main 2015, ISBN 978-3-7373-5041-9.

Die deutsche Übersetzung der „Mr Gum“-Reihe erscheint beim Verlag Sauerländer. Illustrator ist wie bei den englischen Originalen David Tazzyman. Übersetzer war Harry Rowohlt. Ebenfalls erschien für alle Bücher (außer „Mr Gum und der schauerliche Hund von Bad Lamonisch“) eine Hörbuchfassung bei Sauerländer mit dem Sprecher Harry Rowohlt.

### Bühnenfassungen
- Im Jahr 2022 inszenierte das Theater Magdeburg eine Bühnenfassung von "Mr Gum und der sprechende Kirschbaum"[2], im Jahr 2023 folgte "Mr Gum und das geheime Geheimversteck"[3].

## Auszeichnungen
Stanton hat zahlreiche Auszeichnungen für seine Bücher erhalten, unter anderem:
- 2011: „Urzeitroboter 2011“ für das lustigste Kinderbuch des Jahres[5][6]
- 2008: Roald Dahl Funny Prize für das lustigste Buch für 7–14-Jährige
- 2007: Fantastic Book Award
- 2006: „Blue Peter“-Buchpreis der BBC für das beste illustrierte Buch